# Why I Would Not Marry?
Why I Would Not Marry? er en amerikansk stumfilm fra 1918 af Richard Stanton.

## Medvirkende
- Lucy Fox - Adele Moore
- Edward Sedgwick
- William B. Davidson